# Corinnomma severum
Corinnomma severum is een spinnensoort uit de familie van de loopspinnen (Corinnidae).
De wetenschappelijke naam van de soort werd in 1877 als Corinna severa gepubliceerd door Tord Tamerlan Teodor Thorell.